# Национално движение за права и свободи
Национално движение за права и свободи (НДПС) е политическа партия в България, основана на 12 декември 1998 година, партията е официално съдебно регистрирана през февруари 1999 година. Неин председател е Гюнер Тахир.

## История
Партията се учредява на 12 декември 1998 година с Първата национална конференция на Инициативния съвет за обновление на ДПС (ИСО). За неин председател е избран Гюнер Тахир – тогавашен председател на ИСО. Партията има трима заместници и организационен секретар, които са избрани след съдебната регистрация. Според приетия на първото заседание на НДПС устав Националният съвет на партията се състои от 33-ма члена и се избира само от национална конференция. Избрани са и 22-ма регионални представители и девет членна контролно-избирателна комисия. Емблемата на новото формирование ще бъде синя, в нея са запазени маслиновите клонки и надписът ДПС. Те са изобразени на фона на изгряващо слънце.
Националният съвет на НДПС подписва споразумение с ОДС за общо участие на местните избори и за съвместно управление. Предвижда се разглеждането на специален документ с ОДС, с който се дава гаранции за съвместно управление на местно равнище. През февруари 1999 година НДПС получава съдебна регистрация.
На първата национална конференция на НДПС, която се състои във Велико Търново на 11 март 2000 година, Гюнер Тахир е преизбран за председател на партията. Пред форума Тахир заявява, че НДПС ще води преговори с ОДС за обща предизборна платформа и за подписване на споразумение за следизборна съвместна дейност, като затоплянето на взаимоотношенията между СДС и ДПС няма да е за сметка на НДПС. В приветствието си към делегатите Екатерина Михайлова, заместник-председател на НИС на СДС, подчертава, че се надява и занапред добрите отношения между двете партии да се запазят.
В интервю за вестник „Пари“ Тахир заявява, че за 15 месеца след учредителния конгрес на партията си са съдействали за привличането на над 10 млн. долара чуждестранни инвестиции, главно от САЩ и Турция, което е допринесло за разкриването на около 1200 работни места в районите със смесено население и висока безработица.
През януари 2000 година във връзка с обявената от Доган амнистия на всички напуснали ДПС членове преди Националната конференция на движението, лидерът на НДПС Гюнер Тахир обявява, че иска да се обедини с ДПС за предстоящите избори. Тахир тогава изчислява, че двете партии заедно могат да спечелят 10 процента от гласовете, което се равнява на 24 депутати. Неговите амбиции са попарени от депутата от ДПС д-р Хасан Адемов, който заявява, че „Тахир сънува хамстери“ и ДПС няма да дели електората си със самозванци. Доган казва, че амнистията, която ДПС ще даде на националната конференция за отцепниците, не важи за Гюнер Тахир.

## Участия в избори
На местните избори през октомври 1999 година НДПС печели самостоятелно в изборите за кмет на община – 1 място, а в коалиция – 11 места. За кмет на кметство в коалиция печели 63 места. За общински съветници печели – 86 места, а в коалиция – 211 места.
На местните избори през 2003 година партията печели един общински кмет, който е на община Опака.
На парламентарните избори през 2005 година партията участва в рамките на Коалиция на розата (Българска социалдемокрация, Обединен блок на труда, НДПС). Коалицията постига резултат 1,3% от гласовете, остава извън парламента и след изборите коалицията се разпуска.
На парламентарните избори през 2017 г. участва в коалиция „Обединение ДОСТ“ с партия ДОСТ. Печели 2,86% от гласовете и не влиза в Парламента.